# Ernest Witty

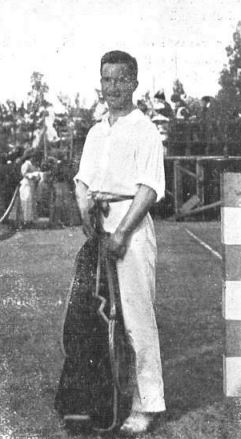
Ernest Witty

Ernest Francis Witty (Barcelona, 31 augustus 1880 – Worthing, 1 april 1969) was een Engels voetballer, tennisser en ondernemer.
De vader van Ernest Witty kwam halverwege de negentiende eeuw naar Barcelona voor de handel. Witty ging net als zijn oudere broer Arthur naar een kostschool in Merseyside, de Merchant Taylor's School. In zijn schooltijd speelde Witty met name rugby. Na zijn terugkeer in Barcelona ging hij werken in het bedrijf van zijn vader, een scheepvaartmaatschappij. Daarnaast deed hij aan voetbal en tennis. Witty richtte in 1899 Real Club de Tenis Barcelona op. Daarnaast was hij net als zijn broer Arthur betrokken bij de beginjaren van FC Barcelona. Hij speelde als aanvaller. De clubkleuren van Barça zijn mogelijk gebaseerd op de kleuren van de kostschool van de Witty's.